# 怎樣打飛機
「怎様打飛機」（「どのように飛行機を撃墜するか」）は中国人民解放軍の広州軍事司令部が編集・印刷した、小火器による航空機の撃墜法を説明した戦闘マニュアルである。流布しているマニュアルは、表紙に1965年2月15日発行とある。
2006年初頭に、この冊子の表紙がインターネットコミュニティに掲載された。現代の広東語には「打飛機」という単語に男性のオナニーの意味があるので、本書の内容についてあらぬ想像を含む議論が白熱した。

## 起源
日中戦争（支那事変）当時、小火器で航空機を撃墜する行為は「打飛機」と呼ばれ、紅軍で一般的に使用されていた。 1943年、八路軍の兵士である宋怜春（ソン・リンチュン）は、日本軍から鹵獲した三八式歩兵銃で日本軍の航空機を撃墜した 。
1948年に建国された中華人民共和国は、国共内戦の戦訓から、西側諸国に比べて重火器の質量や兵士の装備で大きく劣っていることを実感した。中国人民解放軍は、軍事力の差を一人一人の兵士の技量で補うことを企図し、教練マニュアルである『軍訓手冊』を発行した。当時、兵士の識字率は高くなかったため、『軍訓手冊』はイラストを中心に構成されており、その中には小銃で航空機を撃墜する方法も含まれていた。
1950年に勃発した朝鮮戦争（抗美援朝戦争）では、中国人民志願軍（抗美援朝義勇軍）が参戦した。1951年2月24日、中国人民志願軍の兵士である関崇貴は、漢江北岸で軽機関銃を使ってアメリカ空軍のP-51戦闘機を攻撃し、14発の銃弾で撃墜する戦果を挙げた。この戦功で関は3階級特進し「一級戦闘英雄」の称号を得たほか、中国人民志願軍から二級戦闘英雄称号を、朝鮮民主主義人民共和国（北朝鮮）から第3級国旗勲章を授与された。この逸話は当事者の証言と異なり、プロパガンダのために脚色された点も多いとされるが、士気を高めるのに役立った。以来、射撃技術と運を組み合わせた航空機を撃墜する技術の研究と訓練が盛んにおこなわれた。
1952年7月、帰国した中国人民志願軍の代表団が毛沢東に謁見した際、毛は7機撃墜の戦果を挙げた中国人民解放軍空軍のエースパイロット趙宝桐を指して、「打飞机我不如赵宝桐（打飛機我不如趙宝桐）」と発言した。

## 刊行
1961年にアメリカの軍事顧問団増強に端を発した南北ベトナムの対立は、1965年にアメリカの直接介入によるベトナム戦争の激化に至った。イデオロギーと地政学的関係から、中華人民共和国国務院はベトナム民主共和国（北ベトナム）に軍事援助を提供することを決定し、北ベトナムがアメリカ軍の北爆に対抗できるように、多数の対空兵器を供与した。しかしこの機に及んでも、中国人民解放軍の兵器は依然としてアメリカ軍の有する最新鋭の兵器に質量ともに劣っていた。アメリカ軍の熾烈な空爆に直面した中国人民解放軍は、再び小火器による対空攻撃に活路を見出さざるを得なかった。
このような背景の下、中国人民解放軍の広州軍区本部は、敵機を撃墜するための小火器の使用を説明する戦闘マニュアル「怎樣打飛機」を編集して印刷した。本書には、文章による説明に加え、兵士が射撃距離と角度を計算する際の補助となるカラーイラストと換算表も付属していた。
| 水平飛行中の敵機を撃つときは、機体の大きさや距離に応じて胴体の一定の倍数だけ前進させる必要がある。前進倍数を計算する方法は次のとおりである。航空機の速度に弾丸が航空機に到達する時間を掛け、胴体の長さで割る。得られた数値は、再照準時に考慮すべきである。 ―「怎樣打飛機」本文より |

## 刊行後
ベトナム戦争の対空戦を元に刊行された本書だったが、ベトナムに投入された軍用機の大半が小火器では撃墜はおろか追尾も困難なジェット機だった。その後の科学技術の進歩により、航空機の速度は以前よりもはるかに速くなり、機体の強度も継続的に強化されている。また、小銃と機関銃はより小さな口径とより軽い重量に向かって改良されており、それらの銃弾の運動エネルギーはそれに応じて減少する。そのため小火器による対空射撃はほとんど重要視されておらず、航空機に命中する可能性は皆無である。しかし、イラク戦争ではイラク南部の農民が2003年3月24日にAK-47でアメリカ陸軍のAH-64 アパッチ攻撃ヘリコプターを撃墜し 、2名のパイロットが捕虜になったと報じられた。ただし、ヘリコプターは機械的故障で不時着したという情報もあり、イラク軍が鹵獲するのを阻止するためミサイルを使ってヘリコプターを破壊したという説もある。。

## スラングとして
2006年初頭、中国本土から「怎樣打飛機」の表紙がインターネット上にアップロードされ、ブームを巻き起こした。「打飛機」という言葉は、「オナニー」を意味する俗語で、「怎樣打飛機」は「どのようにオナニーをするか」という意味になってしまう。そのため、中国語話者がインターネット上でオナニーを揶揄するために使用している。 2006年9月2日、中国語の電子掲示板Mopに1974年に刊行された本書の内容がアップロードされた。